# 角松生史
角松 生史（かどまつ なるふみ、1963年 - ）は、日本の法学者。神戸大学教授。主に都市計画法や財産権の問題について､ドイツ法との比較を交えた研究を行う。福岡県生まれ。

## 略歴
- 1992年 東京大学大学院法学政治学研究科博士課程単位取得退学、東京大学社会科学研究所助手
- 1996年 九州大学法学部助教授
- 2005年 神戸大学大学院法学研究科教授[1][2][3]

## 主要業績
- 「『古典的収用』における『公共性』の法的構造」「土地収用手続における『公益』の観念』社会科学研究46巻6号､47巻5号､48巻3号[4]
- 「自治立法による土地利用規制の再検討」原田純孝編『日本の都市法ｌｌ』(東京大学出版会､2001年)
- 「『公私協働』の位相と行政法理論への示唆」公法研究65号
- 「景観保護と司法判断」矢作弘/小泉秀樹編『成長主義を超えて』(日本経済評論社､2005年)

## 所属学会
- 日本公法学会理事[5]
- 日本不動産法学会[3]
- 法と経済学会[3]

## 公的活動
- 2010年度～　司法試験考査委員[1]
- 2012年度～　国家公務員採用総合職試験試験専門員[1]
- 2016年7月～　兵庫県行政不服審査会委員[1]